# Raión de Budionni
Raión de Budionni (en ucraniano: Будьонівський район) es un raión o distrito urbano de Ucrania, en la ciudad de Donetsk. 
Comprende una superficie de 77 km².

## Demografía
Según estimación 2010 contaba con una población total de 91800 habitantes.